# Timócares
Timócares o Timócaris (en griego antiguo: Θυμοχάρης o Θυμόχαρις; mitad del siglo V a. C.–después del 411 a. C.) fue un estratego ateniense.

## Biografía
En el 412 a. C., Timócares fue el comandante de la flotilla que fue enviada a Eubea para contrarrestar al espartano Agesándridas, cuya aparición tenía notablemente alarmados a los atenienses.
Timócares fue derrotado cerca de Eretria y en el 411 a. C. toda la isla de Eubea, excepto Óreo, se rebeló contra el dominio ateniense (Véase Batalla de Eretria).
El mismo año, poco después de la partida de Agesándridas de Eubea, que se dirigió al norte para colaborar con Míndaro, Timócares fue enviado en la misma dirección con algunas naves; en la batalla que siguió, batida entre la escuadra ateniense reforzada por los barcos de Timócares y la flota entera de Agesándridas, vencieron los lacedemonios una vez más a los atenienses.
Después del 411 a. C., no se tienen más noticias de Timócares.